# Zveza združenj borcev za vrednote NOB Slovenije
Zveza združenj borcev za vrednote narodnoosvobodilnega boja Slovenije (ZZB NOB Slovenije) je civilno-družbena kolektivna organizacija, ki povezuje borce in druge udeležence NOB ter posameznike, ki imajo do NOB in njenih vrednot pozitiven odnos. Organizacija je bila ustanovljena leta 1948 kot Zveza združenj borcev NOV Slovenije, se po osamosvojitvi preimenovala v Zvezo združenj borcev in udeležencev NOB Slovenije in leta 2007 preimenovala na svoje sedanje ime (Zveza združenj borcev za vrednote NOB Slovenije). Trenutni predsednik zveze je Marijan Križman. Častni predsednik zveze je bil od 2013 do smrti 2020 Janez Stanovnik.

## Organizacija

### Organiziranost zveze
ZZB NOB je zveza društev, ki ima 82 članov, tj. samostojnih društev po celotni Sloveniji, ta društva so dalje razščlenjena na 705 krajevnih organizacij. Znotraj zveze se društva povezujejo v 14 pokrajinskih svetov, glede na geografsko pripadnost. Po oceni ZZB NOB je v vsa društva včlanjeno približno 42.000 posameznikov.

### Vodstvo
Najvišji organ ZZB NOB je Glavni odbor, ki jo sestavljajo predstavniki vseh združenj članov ZZB NOB. Glavni odbor izvoli Predsedstvo ZZB, ki ima štiriletni mandat. Na posebnih volitvah je izvoljen tudi predsednik zveze. Poleg tega obstaja še Svet ZZB, ki deluje kot posvetovalno telo za pomembna vprašanja, ter Nadzorni odbor. Predsedstvo ima tudi delovna telesa za posamezna področja.

#### Predsedik:
- Marijan Križman

#### Podpredsedniki:
- Ljubica Jelušič
- Blaž Kavčič
- Božo Novak
- Bojan Pahor

#### Generalni sekretar
- /trenutno brez/

### Predsedstvo
Predsedstvo ZZB NOB Slovenije sestavlja predsednik zveze, podpredsedniki in ostali člani predsedstva (navedeni spodaj). 
- Janez Alič, Nova Gorica
- Branka Bezeljak, Ptuj
- Tilka Bogovič, Novo mesto
- Milan Gorjanc, Ljubljana
- Gregor Gulič, Koper
- Jože Oberstar, Kočevje
- Martin Premk, Ljubljana
- Marjan Šiftar, Ljubljana
- Živa Vidmar, Ljubljana
- Julijana Žibert, Ljubljana[4]

## Zgodovina

### Zveza združenj borcev NOV Slovenije
Prvotna organizacija ZZB je bila ustanovljena 4. julija 1948 kot Zveza združenj borcev NOV Slovenije (kratica ZZB NOVS). Vključena je bila v Zvezo združenj borcev NOV Jugoslavije. 
Opredeljena je bila kot družbenopolitična organizacija in njen namen je bil, da bi udeležence NOB povezala in mobilizirala za sodelovanje pri obnovi in razvoju domovine ter pri obrambi njene ureditve in neodvisnosti, svojim članom pa pomagala reševati ekonomska, socialno-humanitarna, zdravstvena idr. vprašanja. Njeni člani so lahko postali nekdanji borci NOB, aktivisti OF, aktivni podporniki osvobodilnega gibanja, udeleženci odpora proti okupatorju zunaj Slovenije in žrtve okupatorskega nasilja.
Leta 1962 so sta na skupščini zveze le-tej priključila še Zveza vojaških vojnih invalidov in Združenje rezervnih oficirjev in podoficirjev. Leta 1969 se je slednje ponovno osamosvojilo kot Zveza rezervnih vojaških starešin (ZRVS).
Naloge zveze so bile skrb za vojne sirote (predvsem v prvih letih delovanja), pomoč članom, prizadevala si je za zakonodajo, naklonjeno članom, skrbela za številna obeležja, grobove in muzeje NOB ter izdajala 3 knjižne zbirke, v katerih je vsega skupaj izšlo več kot 120 knjig. Leta 1990 je zveza izgubila status družbenopolitične organizacije. Leta 1991 je podprla osamosvojitev Slovenije ter izstopila iz ZZB NOV Jugoslavije.

### Zveza združenj borcev in udeležencev NOB Slovenije
Po osamosvojitvi in političnih spremembah leta 1990 in 1991 se je ZZB NOV junija 1992 reorganizirala in se preimenovala v Zvezo združenj borcev in udeležencev NOB Slovenije (kratica ZZB NOBS). Od leta 1993 je polnopravna članica Svetovne federacije veteranov (World veteran federation, WVF), kjer sodeluje s podobnimi organizacijami iz držav članic antifašistične zveze.
Od leta 1997 se smejo v zvezo tudi uradno včlanjevati posamezniki, ki niso bili udeleženci NOB, s čimer je ta postala splošna domoljubna organizacija. Njena glavna naloga je postala članom (trenutno okoli 50000) reševati socialna in zdravstvena vprašanja.
Zaradi naraščujočega deleža članov, ki niso bili udeleženci NOB, se je zveza leta 2007 preimenovala v Zvezo združenj borcev za vrednote NOB Slovenije.

### Predsedniki
- Ivan Maček-Matija (1948–1962)
- Janko Rudolf (1962–1965)
- Franc Leskošek-Luka (1965–1969)
- Janko Rudolf (1969–1978)
- Janez Vipotnik (1978–1984)
- Bogo Gorjan (1984–1988)
- Bojan Polak-Stjenka (1988–1990) (prej; 1982-83 predsednik ZZB NOV Jugoslavije z enoletnim mandatom).
- Ivan Dolničar (1990–2003)
- Janez Stanovnik (2003–2013)
- Tit Turnšek (2013–2019)
- Marijan Križman (od 2019)

## Delovanje

### Posebne oblike združevanja
Znotraj ZZB delujejo tudi številna združenja oz. interesne skupine, ki združujejo člane s posebnimi interesi.
V skupnostih borcev enot in služb NOV in POS se združujejo pripadniki posameznih brigad, divizij, odredov ter posebnih služb, kot npr. kurirji, vezisti, kulturniki itd. Posamezna skupnost ima sedež pri območni organizaciji, kjer živi največ njenih pripadnikov, za vse skupnosti v celoti pa obstaja pri GO ZZB koordinacijski odbor. 
Pri posameznih območnih združenjih delujejo aktivi OF, v katerih so zbrani člani nekdanjih okrožnih odborov OF.
V skupnosti partizanskih učiteljev, ki ima sedež na območnem združenju zveze v Kopru, delujejo učitelji, ki so med vojno poučevali na osvobojenem ozemlju.
Pri nekaterih območnih združenjih delujejo tudi klubi brigadirjev, ki združujejo udeležence povojnih mladinskih delovnih brigad.
Preživeli iz nacističnih in fašističnih taborišč delujejo v taboriščnih odborih, zametki katerih so nastali že v samih taboriščih med vojno. Od sedemnajstih jih aktivnosti v letu 2012 načrtuje še osem in sicer Taboriščni odbor Auschwitz, Taboriščni odbor Ravensbrueck, Taboriščni odbor Rab-Gonars, Taboriščni odbor Buchenwald – Dora, Taboriščni odbor Mauthausen, Taboriščni odbor društva taboriščnikov-ukradenih otrok, Taboriščni odbor Neuengamme, in Taboriščni odbor Dachau. 
Na mednarodni ravni so ti odbori iz različnih držav povezani v mednarodne komiteje. Skupni organ vseh taboriščnih odborov je koordinacijski odbor žrtev nacifašističnega nasilja, ki deluje pri glavnem odboru ZZB.

### Prireditve
ZZB poleg ostalih dejavnosti prireja tudi precejšnje število prireditev, na katerih obujajo spomin na bolj znane epizode NOB, najbolj znane so naslednje.
Na začetku januarja vsako leto organizirajo v Dražgošah proslavo v spomin na Cankarjev bataljon, Dražgoško bitko ter kasnejši požig vasi s strani Nemcev. Prireditve se udeleži letno do deset tisoč ljudi. Na noč pred proslavo je organiziran tudi večurni nočni pohod Po stezah partizanske Jelovice. Organizacijski odbor proslave poleg ZZB sestavljajo tudi predstavniki drugih organizacij in ima sedež pri območnem združenju Škofja Loka.
V spomin na podvig, ko so partizanske patrulje leta 1944 na vrhu Triglava razobesile slovensko zastavo, je vsako leto prirejen Pohod na Triglav, ki se naslednji dan konča s proslavo na Pokljuki. Pohod zadnjih nekaj let organizira Zveza veteranov vojne za Slovenijo, proslavo pa organizacijski odbor, ki ima sedež pri območnem združenju Radovljica.
V spomin na t. i. partizansko olimpiado v Cerknem leta 1944 je vsako leto v bližini Cerknega organizirana njena ponovitev. Prireditev organizira Združenje slovenskih častnikov z odborom s sedežem v Cerknem, ZZB pa poskrbi za nekatere spremljevalne dejavnosti.

### Založniška dejavnost
ZZB izdaja štirinajstdnevno revijo Svobodna beseda, naslednico revije Svobodna misel in TV-15, ki se posveča zgodovinskim temam ter spremlja politična idr. dogajanja po svetu. Uredništvo revije je na Einspielerjevi 6 v Ljubljani.
ZZB je včasih izdajala tudi revijo Borec, ki jo danes s sicer podobno vsebino, a zgolj 2- do trikrat na leto izdaja Društvo ZAK.
Pri ZZB deluje tudi Društvo piscev zgodovine NOB Slovenije, ki izdaja zgodovinske in spominske knjige s tematiko NOB. Osrednja knjižna zbirka društva je Partizanski knjižni klub.

## Povezane organizacije
Obstaja precejšnje število organizacij, s katerimi ZZB sodeluje oziroma jih je ustanovila.

### Časopis Svobodna beseda
Nekdanje glasilo ZB, TV-15 se je leta 1991 preosnovalo v samostojno, neodvisno revijo za družbena in kulturna vprašanja TV-15 Svobodna misel. Družba je zašla v težave in leta 2015 v stečaj.
Pod okriljem Zveze izhaja nova časopis enkrat mesečno (Svobodna beseda) in je edini tovrstni časopis v Sloveniji, ki se izrecno posveča zgodovinskim temam, posebej zgodovini obdobja NOB; prinaša spominske zapise, razprave in opise posameznih dogajanj v tem času. Hkrati pa dovolj na široko zasleduje tekoča politična, kulturna, socialna in druga vprašanja doma in v svetu, tako da bralcu v strnjeni obliki ponuja pregled vseh važnejših dogajanj.

### Revija borec
Revijo Borec je decembra 1948 ustanovila Zveza združenj borcev in udeležencev narodnoosvobodilnega boja Slovenije (prva številka je izšla leta 1949), izdajala jo je založba Borec, nato založba Mladika, od leta 1993 Publicistično društvo ZAK, od leta 2013 pa založba Sophia. Revija se je postopno razvijala iz borčevskega glasila v strokovno, humanistično, meddisciplinarno in širšo družbeno kritično publikacijo, ki temelji na mednarodnem in medgeneracijskem sodelovanju. Letno izide 9 številk v obliki dveh zvezkov. Osrednjo vlogo imata proučevanje zgodovine in refleksija aktualnih tem družbene stvarnosti, še posebej z vidika nujnosti zgodovinskega spomina ob splošnih trendih zgodovinskega revizionizma, abstrahiranja, dekontekstualizacije in anestetiziranja konfliktnih segmentov družbene stvarnosti. Revija se ne osredinja izključno na vojno zgodovino in tematiko NOB-ja, prav tako NOB-ja ne zvaja na ideologijo in folkloro, temveč razvija njegovo temeljno razsežnost uporništva kot razrednega boja in družbenega transformiranja

### Društvo Dobrnič
Društvo Dobrnič je nastalo na pobudo aktivov veterank pred z željo ohraniti spomin na delovanje slovenskih žensk med NOB. V ta namen je prevzelo organizacijo vsakoletne spominske prireditve v Dobrniču, na kateri se spomnijo 1. kongresa Slovenske protifašistične ženske zveze (SPŽZ) in postaja vse bolj množična; poleg tega si prizadeva še za zbiranje gradiva, spodbuja raziskovanje in publiciranje tovrstnih del, si prizadeva, da bi se ohranil spomin na pomembne ženske iz slovenske zgodovine, in ne nazadnje, skuša tudi v javnosti zagovarjati in predstavljati enakopravnost žensk. Društvo je tako uspelo, da je Muzej sodobne zgodovine prenovil in na novo postavil spominsko zbirko o 1. kongresu SPŽZ v spominski sobi v Dobrniču. Društvo, ki je tudi član Zveze združenj ZZB NOB Slovenije

### Društvo Zeleni prstan
Društvo Zeleni prstan Ljubljana povezuje ljubitelje narave, kulture, zdravega načina življenja in vse ljudi, ki hočejo ohraniti pomen, namen in videz Poti spominov in tovarištva (PST) - zgodovinskega spomenika in spomenika oblikovane narave - za današnjo rabo in prihodnost. 
Društvo širi zavest, da je PST svojevrsten in edinstven zgodovinski spomenik oblikovane narave, velikega pomena za Ljubljano in Ljubljančane v oblikovnem, vzgojnem, rekreativnem in še posebej turističnem pogledu.

### Spominsko društvo sto frankolovskih žrtev
Društvo so ustanovili svojci žrtev Frankolovskega zločina. Društvo si prizadeva za obnovo spomenika na zločin in za postavitev spominske sobe. Sedež ima v Zrečah.

### Odbor za organizacijo Poti kurirjev in vezistov NOV Slovenije
S pododbori delujejo pri 9 večjih poslovnih enotah Pošte Slovenije in Telekoma Slovenije je nastal na pobudo domicilnega odbora kurirjev in vezistov NOV Slovenije, ki so po poteh, po katerih so med vojno prenašali sporočila, organizirali eno slovenskih peš poti – Pot kurirjev in vezistov –  ki poteka prek cele Slovenije, začne se v Gančanih v Prekmurju in konča na Slavniku v Istri in je dolga več kot tisoč kilometrov. 
Pot je razdeljena na posamezne odseke, pohodniki pa lahko svojo prehojeno pot potrdijo s posebnimi žigi, ki jih hranijo na kontrolnih točkah. Ni malo ljudi, ki so jo prehodili v celoti, celo po večkrat. 
Vodnik – lepo opremljeno knjižico z opisom vseh odsekov poti – je možno dobiti na vseh večjih enotah pošte v Sloveniji, odbor pa ima sedežu Pošte na Cigaletovi 15 v Ljubljani

### Društvo za urejanje partizanskih grobišč na Rogu
Skrbi za ohranjanje partizanskih obeležij in grobišč v Kočevskem Rogu. Sedež društva je v Dolenjskih Toplicah.

### Društvo piscev zgodovine NOB
Skrbi za ohranjanje partizanskih obeležij in grobišč v Kočevskem Rogu. Sedež društva je v Dolenjskih Toplicah.
Povezuje ljudi, ki so posebej zainteresirani za izdajanje zgodovinskih in spominskih del o času NOB, ki pri drugih založnikih težko dobijo zeleno luč. Društvo je v svoji knjižni zbirki »Partizanski knjižni klub« izdalo že 40 knjig. Društvo organizira predstavitve novo izdanih knjig v večjih krajih po Sloveniji, knjige pa je seveda pri njih moč tudi kupiti. 

### Ustanova Franca Rozmana – Staneta
V Ustanovi Franca Rozmana-Staneta sodelujejo ZZB, Zveza društev vojnih invalidov Slovenije, Zveza društev invalidov vojn Slovenije, društvo TIGR, veteransko združenje SEVER in Združenje slovenskih častnikov. To je socialno-humanitarna fundacija, ki pomaga socialno ogroženim borcem, drugim veteranom ter invalidom, vzdržuje obeležja in spomenike NOB ter sofinancira raziskovalne in umetniške projekte s tematiko uporništva in obrambe domovine. Ustanova vsako leto organizira prireditev Samo en cvet, ki je neposredno prenašana tudi po nacionalni televiziji.

### Mladi za vrednote NOB Slovenije
Organizacija Mladi za vrednote NOB (MNOB) delujejo tako na nacionalni ravni avtonomno v okvirih ZZB za vrednote NOB Slovenije. To je mladinska organizacija ZZB za vrednote NOB.
Naloga MNOB je spremljati družbenoekonomske razmere in položaj mladih v družbi ter kritično presojati in si dejavno prizadevati za izboljšanje položaja mladih. Poleg tega pa MNOB predstavljajo prostor za aktivno preživljanje prostega časa in z možnostjo pridobivanja izkušenj za prihodnost.

## Druge aktivnosti, kampanje in pobude ZZB za vrednote NOB

### Pobuda za prepovedi nacističnih in fašističnih simbolov
Predsednik ZZB NOB Tit Turnšek je ocenil, da se v javnosti pojavlja vse več izpadov in simpatij z nacistično in fašistično ideologijo, zato je po mnenju vodstva zveze nujna zakonska prepoved take simbolike. 
Pobudo so predstavniki zveze predstavljali na srečanjih po Sloveniji v letu 2018. Na teh srečanjih so zbirali usmeritve za pripravo končnega predloga, ki ga bodo implementirali v zakonski pobudi za prepoved nacističnih in fašističnih simbolov. Predlog nameravajo poslati DZ.
V podporo predlogu so pripravili tudi spletno peticijo, ki jo je po navedbah zveze v nekaj dneh podpisalo tisoč podpisnikov.
Pobudo podpira tudi Koordinacija domoljubnih in veteranskih organizacij Slovenije. Tajnik Zveze koroških partizanov Andrej Mohar pa je izpostavil še njihovo pobudo za prepoved ustaškega srečanja, ki vsako leto poteka v Avstriji. V Pliberku bodo 12. maja zato organizirali javni shod.

### Festival za tretje življenjsko obdobje 2018
Leta 2018 se je ZZB NOB predstavila na Festivalu za tretje življenjsko obdobje (F3ŽO), v ljubljanskem Cankarjevem domu (ZZB NOB na festivalu sodeluje vsako leto s svojim razstavnim prostorom). 
V okviru festivala je zveza organizirala okroglo mizo z naslovom "Potovanje po rdeči niti zgodovne". Okroglo mizo so posvetili nalogam in izzivom, ki bi jim morala po mnenju organizatorjev Republika Slovenija  posvečati veliko več pozornosti kot do zdaj, če želi obstati in napredovati kot učinkovita, sodobna, solidarna in ljudem prijazna družba. Glavna pozornost je bila namenjena področju kulture v najširšem smislu in skrbi za jezik, izobraževanju in znanosti ter možnostim za delo, zlasti mladih izobraženih, ter odgovornemu odnosu vseh in vsakogar za naravno okolje. Večina teh področij je bila neločljiva sestavina že v delovanju Osvobodilne fronte slovenskega naroda v času NOB in so ključnega pomena tudi za prihodnost našega naroda.
Na okrogli mizi so sodelovali Andrej Kirn, Branka Bezeljak, Jošt Vadnjal in Primož Siter, vodil pa jo je Aljaž Verhovnik, generalni sekretar ZB Slovenije.

### Lokalne volitve 2018
V pričakovanju rednih občinskih volitev 2018 je predsednik ZZB NOB člane, preko združenj, povabil, da se udeleže občinskih volitev in na njih izrazijo svojo demokratično voljo, člani naj, kot pravi Turnšek, "izbirajo po lastni vesti" in da naj "podprejo tiste politične stranke, ki zagovarjajo vrednote NOB". 